# Melanthia effusa
Melanthia effusa är en fjärilsart som beskrevs av Schneid 1934. Melanthia effusa ingår i släktet Melanthia och familjen mätare. Inga underarter finns listade i Catalogue of Life.